# Окерлунд, Юнас
Ханс Уну Юнас Окерлунд (швед. Hans Uno Jonas Åkerlund [hɑːns ˈʉ̌ːnʊ ˈjûːnas ˈôːkɛˌɭɵnd]; род. 16 ноября 1966) — шведский музыкант, кинорежиссёр и режиссёр музыкальных видеоклипов.

## Биография
В 1983 году непродолжительное время играл на ударных в шведской трэш/блэк-метал-команде Bathory. Первым видео Окерлунда стал клип на песню «Bewitched» шведской дум-металлической группы Candlemass (1988), затем какое-то время он работал со шведскими исполнителями, самые известные из которых — группа Roxette. На сегодняшний момент на счету Окерлунда не только работы с метал-группами, но также клипы, снятые для таких мейнстримовых поп-исполнителей как Мадонна, Roxette и Кристина Агилера. Окерлунд вместе с другим шведским режиссёром Юханом Ренком создал компанию Renck Åkerlund Films, производящую видеоклипы и рекламные ролики.

## Видеография
- 1988 — «Bewitched» — Candlemass
- 1992 — «Mellan sommar och höst» Мари Фредрикссон (солистка Roxette)
- 1993 — «Fingertips» — Roxette
- 1994 — «Run To You», Roxette
- 1995 — «A la ronde» — Sinclair
- 1995 — «Vulnerable», Roxette
- 1995 — «Pay For Me», Whale
- 1996 — «June Afternoon», Roxette
- 1996 — «She Doesn’t Live Here Anymore», Roxette
- 1996 — "Un Dia Sin Ti (испаноязычная версия «Spending My Time»), Roxette
- 1997 — «Kix» — Пер Гессле (гитарист Roxette)
- 1997 — «Do You Wanna Be My Baby?», Пер Гессле
- 1997 — «I Want You To Know», Пер Гессле
- 1997 — «James Bond Theme», Moby
- 1997 — «Smack My Bitch Up», The Prodigy
- 1998 — «Ray of Light», Мадонна
- 1998 — «My Favourite Game», The Cardigans
- 1998 — «Turn the Page», Metallica
- 1999 — «Whiskey in the Jar», Metallica
- 1999 — «Wish I Could Fly», Roxette
- 1999 — «Canned Heat», Jamiroquai
- 1999 — «Anyone», Roxette
- 1999 — «Corruption», Iggy Pop
- 2000 — «The Everlasting Gaze», The Smashing Pumpkins
- 2000 — «Music», Мадонна
- 2000 — «Porcelain» (version 1), Moby
- 2000 — «Try, Try, Try», The Smashing Pumpkins
- 2000 — «Try, Try, Try» (15-минутная версия «Try, Try, Try»)
- 2000 — «Beautiful Day» (version 1), U2
- 2000 — «Black Jesus», Everlast
- 2000 — «Still», Macy Gray
- 2001 — «Gets Me Through», Оззи Осборн
- 2001 — «Walk On», U2
- 2001 — «The Centre Of The Heart», Roxette
- 2001 — «Real Sugar», Roxette
- 2001 — «Milk & Toast & Honey», Roxette
- 2002 — «A Thing About You», Roxette
- 2002 — «Lonely Road», Пол Маккартни
- 2002 — «Fuel For Hatred», Satyricon
- 2002 — «Me Julie», Ali G и Shaggy
- 2002 — «If I Could Fall In Love», Ленни Кравиц
- 2002 — «Beautiful», Кристина Агилера
- 2002 — «Beautiful Day» (version 2: Eze) — U2
- 2003 — «American Life», Мадонна
- 2003 — «Opportunity Nox», Roxette
- 2003 — «Come Undone», Робби Уильямс
- 2003 — «Good Boys», Blondie
- 2003 — «True Nature», Jane's Addiction
- 2004 — «I Miss You», Blink-182
- 2004 — «Aim 4», Flint
- 2004 — «Tits On The Radio», Scissor Sisters
- 2005 — «Mann gegen Mann», Rammstein
- 2006 — «Rain Fall Down», The Rolling Stones
- 2006 — «Jump», Мадонна
- 2006 — «One Wish», Roxette
- 2006 — «Country Girl», Primal Scream
- 2007 — «Wake Up Call», Maroon 5
- 2007 — «Good God», Анаук
- 2007 — «Same Mistake», Джеймс Блант
- 2007 — «Watch Us Work It», Devo
- 2008 — «No.5», Hollywood Undead
- 2008 — «Undead», Hollywood Undead
- 2008 — «Sober», P!nk
- 2009 — «Paparazzi», Lady Gaga
- 2009 — «When Love Takes Over», Давид Гетта feat. Келли Роуленд
- 2009 — «We Are Golden», Мика
- 2009 — «Celebration», Мадонна
- 2009 — «Pussy», Rammstein
- 2009 — «Ich tu dir weh», Rammstein
- 2010 — «Let Me Hear You Scream», Оззи Осборн
- 2010 — «Telephone», Lady Gaga
- 2011 — «Hear Me Now», Hollywood Undead
- 2011 — «Hold It Against Me», Бритни Спирс
- 2011 — «Mein Land», Rammstein
- 2011 — «Moves Like Jagger», Maroon 5
- 2014 — «Dangerous», David Guetta
- 2016 — «ManUNkind», Metallica
- 2016 — «Make America Great Again», Pussy Riot
- 2017 — «John Wayne», Lady Gaga
- 2019 — «God Control», Мадонна

## Фильмография
- «Высший пилотаж» (2002)
- «Мадонна. Я хочу открыть вам свои секреты» (2006)
- «The Confessions Tour» (2007)
- «Всадники» (2009)
- «Безвыходная ситуация» (2012)
- «Roxette Diaries» («Дневники Roxette») (2016)
- «Rammstein: Paris» (2017)
- «Повелители хаоса» (2018)
- «Полярный» (2019)